# Heinz Friedel
Heinz Friedel (* 16. August 1919 in Kaiserslautern; † 27. Mai 2009 ebenda) war ein deutscher Heimatforscher, Historiker, Archivar und Autor. Er lebte und arbeitete in Kaiserslautern (Rheinland-Pfalz).

## Wirken
Friedel war von 1956 bis 1984 im Stadtarchiv Kaiserslautern hauptamtlich tätig und dort die letzten Jahre Leiter des Archivs. Danach war er bis 2003 ehrenamtlicher Denkmalpfleger. Darüber hinaus hat er zahlreiche Bücher zur pfälzischen Kirchengeschichte, zur Kaiserslauterer Stadtgeschichte und zur Geschichte der (heutigen) Kaiserslauterer Stadtteile Hohenecken und Siegelbach sowie der Gemeinde Schopp veröffentlicht.
Im Kaiserslauterer Stadtteil Hohenecken ist die Heinz-Friedel-Straße nach ihm benannt.

## Werke (Auswahl)
- Achtzig Jahre Altkatholizismus in der Pfalz. Ein Beitrag zur pfälzischen Kirchengeschichte. Hrsg.: Verein für Pfälzische Kirchengeschichte, Zweibrücken/Pfalz 1954
- Hohenecken. Geschlecht – Burg – Dorf. Hrsg.: Gemeindeverwaltung Hohenecken (Pfalz), 1964
- Schopp. Die Geschichte eines Dorfes im pfälzischen Holzland. Hrsg.: Gemeindeverwaltung Schopp, 1964
- Kaiserslautern. Kleines Ortslexikon. Hrsg.: Stadtarchiv Kaiserslautern, Kaiserslautern 1966
- Beiträge zur Ortskunde von Kaiserslautern. Hrsg.: Stadtarchiv Kaiserslautern, Kaiserslautern 1967
- Das Zunftwesen der Stadt Kaiserslautern. Hrsg.: Stadtarchiv Kaiserslautern, Kaiserslautern 1969
- zusammen mit Ernst Christmann: Kaiserslautern einst und jetzt. Beiträge zur Geschichte der Großstadt Kaiserslautern von der Vor- und Frühgeschichte bis zu den heutigen Flur- und Straßennamen. Arbogast, Otterbach-Kaiserslautern 1976
- Religiöse Bewegungen seit 1870 in der Rheinpfalz. Ein Beitrag zur pfälzischen Kirchengeschichte. Hrsg.: Stadtarchiv Kaiserslautern, Kaiserslautern 1978
- Kirrweiler. Die Geschichte eines pfälzischen Weindorfes. Hrsg.: Verbandsgemeinde Maikammer, Kirrweiler 1978
- Die Machtergreifung in Kaiserslautern und deren Vorgeschichte. Stadtarchiv Kaiserslautern, Kaiserslautern 1979
- Kaiserslautern 1914 – 1940. Gehörtes und Erlebtes. Arbogast, Otterbach-Kaiserslautern 1980
- Die Machtergreifung in Kaiserslautern, deren Vorgeschichte und ein Vergleich zu Neustadt/Weinstraße. Hrsg.: Stadtarchiv, Kaiserslautern 1980
- Kaiserslautern im Wiederaufbau. 1946 – 1966. Berichte und Begegnungen. Arbogast, Otterbach-Kaiserslautern 1981
- Kaiserslautern 1866 – 1913. Eine Rückschau auf die gute alte Zeit. Arbogast, Otterbach-Kaiserslautern 1982
- Siegelbach 1233 – 1983. Roch, Kaiserslautern 1983
- Die Machtergreifung 1933 in Kaiserslautern. Ein Beitrag zum Werden des Nationalsozialismus in der Westpfalz mit den Städten Landstuhl, Pirmasens und Zweibrücken sowie ein Vergleich zu Neustadt/Weinstraße. Arbogast, Otterbach-Kaiserslautern 1983
- Hohenecken. Geschlecht – Burg – Dorf. Ein Beitrag zur Stadtgeschichte. Roch, Kaiserslautern 1984
- Caesar, Kelten, Kaiserslautern. Wanderungen zur Vor- und Frühgeschichte in und um den Pfälzerwald begleitet durch Caesars Kommentarien zum Gallischen Krieg. Mit Zeichnungen von Marcel Dolibois. Arbogast, Otterbach 1987
- Deutsch-französisches Grenzland. Landschaft und Geschichte vom Rhein bis zur Mosel. Mit Zeichnungen von Marcel Dolibois. Arbogast, Otterbach (Pfalz) 1989
- zusammen mit Wilhelm Busser: Der Reichswald bei Kaiserslautern. 150 Jahre. Vergleich und Reglement für die reichswaldberechtigten Gemeinden. Hrsg.: Reichswaldgenossenschaft Kaiserslautern. Paqué, Ramstein-Miesenbach 1989
- Namen Kaiserslauterer Straßen und Plätze. Ein Stück Stadtgeschichte. Kaiserslautern o. J. [ca. 1988], 98 S. m. Abb.
- Informationen zu den Kaiserslauterer Straßennamen. Kaiserslautern 2002 (2. A.)